# Messier 61
Messier 61 (také M61 nebo NGC 4303) je spirální galaxie v souhvězdí Panny, kterou objevil Barnabáš Oriani z Milána 5. května 1779. Je součástí Kupy galaxií v Panně, kde se řadí k největším členům. Po galaxii NGC 6946 s 10 objevenými supernovami je to druhá galaxie v pořadí podle četnosti objevených supernov.

## Pozorování

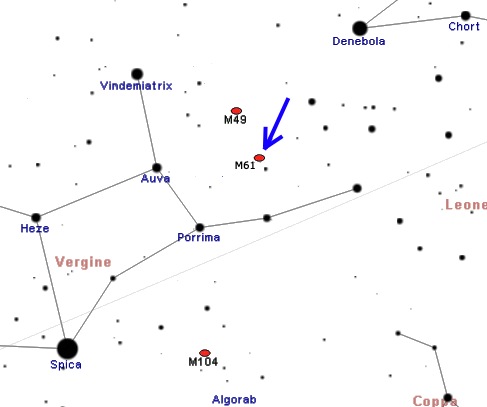
Poloha M 61 v souhvězdí Panny

M61 leží v oblasti oblohy bez výrazných hvězd přibližně 1,2° severně od hvězdy 5. magnitudy s označením 16 Panny.
Může být viditelná i triedrem 10x50 nebo 11x80, ve kterém se ukáže jako velmi slabá prchavá skvrnka. Základní podrobnosti v ní lze pozorovat až přístroji o průměru 140 mm a větším, ve kterých vypadá jako skvrna, jejíž halo se rozprostírá v oblasti o průměru 5′ a která má přímo uprostřed malé jasné jádro. Při podrobnějším zkoumání je možné si povšimnout, že nemá přesně kruhový tvar, ale že vypadá mírně protažená od severovýchodu na jihozápad a v jejím halu je možné pozorovat několik zjasnění, díky kterým vypadá nesouměrně.
Galaxii je možné snadno pozorovat z obou zemských polokoulí a ze všech obydlených oblastí Země, protože má pouze mírnou severní deklinaci. Přesto je na severní polokouli lépe pozorovatelná a během jarních nocí tam vychází vysoko na oblohu, zatímco na jižní polokouli v oblastech více vzdálených od rovníku zůstává poněkud níže nad obzorem. Nejvhodnější období pro její pozorování na večerní obloze je od března do července.

## Historie pozorování
Galaxii objevil Barnabáš Oriani z Milána 5. května 1779 při příležitosti sledování komety 1779 Bode a popsal ji jako mlhovinu podobnou kometě. Ve stejný den ji pozoroval také Charles Messier, avšak považoval ji rovněž za kometu a až 11. května zjistil, že se na obloze nepohybuje. William Herschel ji pozoroval mnohem větším dalekohledem než Messier a popsal ji jako velmi jasný objekt. O jejím pozorování zanechali zprávu mimo jiné i William Parsons a admirál Smyth.

## Vlastnosti

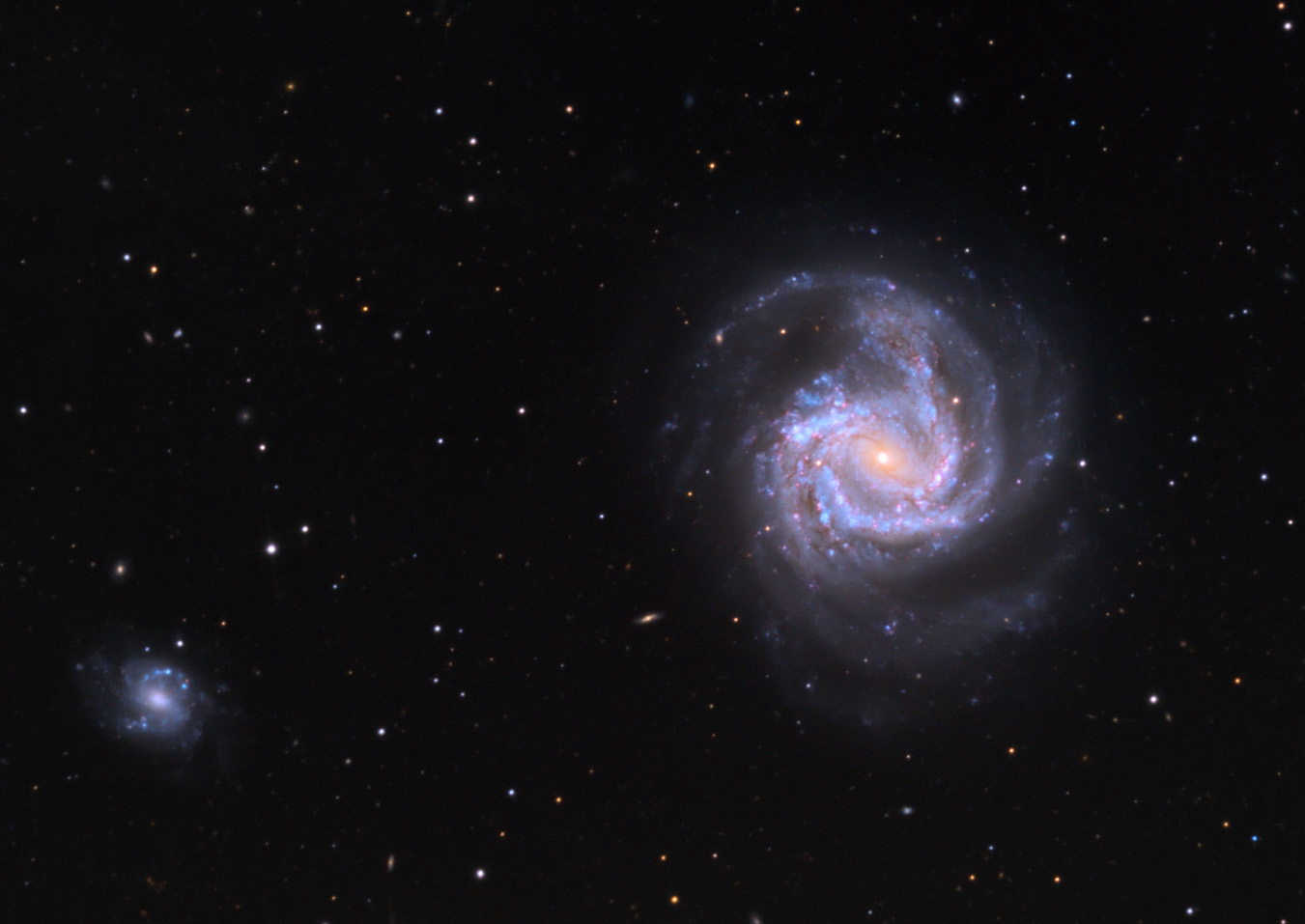
M61 na snímku ze Schulmanova dalekohledu. Autor: Adam Block

M61 leží ve vzdálenosti 55
až 60 milionů světelných let a se svým skutečným rozměrem přibližně 100 000 světelných let, který je srovnatelný s rozměrem Mléčné dráhy, patří mezi největší členy Kupy galaxií v Panně. Zvláštností této galaxie je vzhled jejích ramen, která v různých úhlech náhle mění směr, takže výsledný tvar galaxie připomíná mnohoúhelník. Hmotnost galaxie se odhaduje na přinejmenším 50 miliard hmotností Slunce a z její zdánlivé magnitudy 9,7 se dá odvodit její absolutní hvězdná velikost -21,2. Z jejího rudého posuvu bylo určeno, že se pohybuje pryč od Země radiální rychlosti 1 564 km/s, tedy podobně rychle jako celá Kupa galaxií v Panně.

### Supernovy
Do roku 2017 bylo v této galaxii pozorováno 7 supernov:
- SN 1926A typu IIL s magnitudou 12,8
- SN 1961I typu II a 13. magnitudy
- SN 1964F typu I[7] nebo typu II[8][13] a 12. magnitudy
- SN 1999gn typu II s magnitudou 13,4
- SN 2006ov typu II s magnitudou 14,8
- SN 2008in typu II s magnitudou 14,3
- SN 2014dt, která byla typu Ia-pec a dosáhla magnitudy 13,2

Když roku 2014 se v této galaxii rozžehla sedmá supernova, převzala M61 vedení v počtu objevených supernov v rámci galaxií Messierova katalogu, protože předběhla Galaxii Jižní větrník se šesti supernovami. Skutečný rekord ovšem drží NGC 6946 s 10 objevenými supernovami (stav k roku 2017).

### Knihy
- O'MEARA, Stephen James. Deep Sky Companions: The Messier Objects. New York: Cambridge University Press, 1998. Dostupné online. ISBN 0-521-55332-6. (anglicky)

### Mapy hvězdné oblohy
- Toshimi Taki. Taki's 8.5 Magnitude Star Atlas [online]. 2005 [cit. 2018-06-12]. Dostupné v archivu pořízeném dne 2018-11-05. (anglicky) - Atlas hvězdné oblohy volně stažitelný ve formátu PDF.
- TIRION; RAPPAPORT; LOVI. Uranometria 2000.0 - Volume I - The Northern Hemisphere to -6°. Richmond, Virginia, USA: Willmann-Bell, inc., 1987. Dostupné online. ISBN 0-943396-14-X.
- TIRION; SINNOTT. Sky Atlas 2000.0. 2. vyd. Cambridge, USA: Cambridge University Press, 1998. ISBN 0-933346-90-5.
- TIRION. The Cambridge Star Atlas 2000.0. 3. vyd. Cambridge, USA: Cambridge University Press, 2001. Dostupné online. ISBN 0-521-80084-6.